# Фоньини, Фабио
Фа́био Фоньи́ни (итал. Fabio Fognini; род. 24 мая 1987, Сан-Ремо, Италия) — итальянский теннисист; победитель одного турнира Большого шлема в парном разряде (Открытый чемпионат Австралии-2015); победитель 17 турниров ATP (из них девять в одиночном разряде); бывшая седьмая ракетка мира в парном разряде; бывшая восьмая ракетка мира в юниорском рейтинге.

## Общая информация
Фабио — старший из двух детей Фульвио и Сильваны Фоньини; его сестру зовут Фульвия. 11 июня 2016 года Фоньини женился на своей коллеге Флавии Пеннетте. 19 мая 2017 года у пары родился сын Федерико, названный в честь погибшего от лейкемии теннисиста Федерико Луцци. 23 декабря 2019 года в семье появилась дочь Фара. 19 ноября 2021 года у пары родилась дочь Фламиния.
Излюбленное покрытие Фоньини — грунт. Стиль игры Фоньини основан на изощрённой технике, мощная подача не является его сильной стороной. Скорость его подачи в среднем составляет около 180 км/ч. Фирменным приёмом Фоньини являются резанные укороченные удары, благодаря виртуозному исполнению которых он выигрывает много очков.

## Спортивная карьера

### Начало карьеры
Профессиональную карьеру начинает в 2004 году. В 2005 году Фоньини выиграл два турнира серии «фьючерс», а также дебютировал на турнирах ATP — в Палермо.
В феврале 2006 года сыграл на турнире в Буэнос-Айресе, где проиграл Карлосу Мойе. В марте выиграл ещё один турнир серии «фьючерс». В мае 2006 года сыграл против известных теннисистов Марата Сафина (в Эшториле) и с Томасом Юханссоном (в Риме) и в обоих случаях проиграл.
На турнирах в Амерсфорте и Палермо вышел во второй раунд.
В 2007 году впервые финиширует в рейтинге в первой сотне (95-е место), трижды по ходу сезона, выходя в финалы турниров серии «челленджер» (в январе в Сантьяго, в мае в Сан-Ремо и в июне в Фюрте). В этом же году Фабио дебютирует в основной сетке Турнира серии Большого шлема Открытом чемпионате Франции, где уступает в первом раунде Хуану Монако 6-3 6-2 1-6 2-6 4-6.
В июле квалифицировавшись на турнир Кицбюэле выходит в третий раунд, проиграв там своему соотечественнику Андреасу Сеппи. В августе на турнире серии Мастерс в Монреале в матче второго раунда сумел обыграть № 14 в мировом рейтинге на тот момент Энди Маррея 6-2 6-2. В следующем матче Фоньини впервые встретился с действующем № 1 Роджером Федерером и уступил 1-6 1-6.

### 2008—2010
В начале сезона 2008 года дебютирует на Открытом чемпионате Австралии, где проигрывает на старте опытному Майклу Расселлу. В январе впервые попадает в четвертьфинал турнира ATP. Произошло это на турнире в Винья-дель-Маре. Через две недели он улучшает это достижение и выходит в полуфинал в Коста-де-Суипе. В июне дебютирует на Уимблдонском турнире и проигрывает в первом раунде Марату Сафину 1-6 2-6 6-7(3). После этого поражения сыграл на «челленджере» в Турине и выиграл там титул.
На турнире в хорватском Умаге Фоньини удается выйти в полуфинал. В парном разряде на этом турнире он впервые сумел дойти до финала турнира ATP. В паре с аргентинским теннисистом Карлосом Берлоком он уступает в финальном поединке дуэту Михал Мертиняк и Петр Пала с общим счетом 6-2 3-6 [5-10]. В августе совершает дебют и на Открытом чемпионате США, но также уступает в первом раунде. После этого поражения принял участие на «челленджере» в Генуе, который проходил одновременно с турниром большого шлема. Здесь ему удалось одержать победу. В сентябре Фоньини дебютировал в составе Сборной Италии в матчах Кубка Дэвиса.
На Открытом чемпионате Австралии 2009 года результатом Фабио стал выход во второй раунд. В апреле на грунтовом Мастерсе Монте-Карло обыграл Томаша Бердыха 1-6 6-3 6-3, Марина Чилича 6-2 6-0 и вышел в третий раунд, где уступил Энди Маррею 6-7(11) 4-6. На Открытый чемпионат Франции ему пришлось пробиваться через квалификацию. Пройдя в основной турнир он уступает Игорю Андрееву 6-1 3-6 1-6 6-3 5-7. На Уимблдонском турнире Фабио вышел во второй раунд. В начале июля победил на «челленджере» в Сан-Бенедетто-дель-Тронто. Дойдя до четвертьфинала турнира в Штутгарте, Фоньини сумел на той стадии обыграть № 11 Николая Давыденко 6-1 3-6 7-5, но путь финал для него закрыл Виктор Ханеску 3-6 7-6(4) 2-6. В сентябре выходит в четвертьфинал в Бухаресте. Сезон завершает на 54-м месте с улучшением прошлогоднего рейтинга на 34 места.
В феврале 2010 года вышел в четвертьфинал в Коста-де-Суипе. В том же месяце в соревнованиях мужских пар на турнире в Акапулько дошёл до финала совместно с соотечественником Потито Стараче. Вплоть до конца мая не мог выиграть два матча подряд и выбывал на турнирах на ранних стадиях. На турнирах серии Большого шлема — Открытом чемпионате Франции и Уимблдонском турнире впервые сумел дойти до стадии третьего раунда. На этих турнирах он одержал также яркие победы. Во Франции над Николасом Массу и № 15 Гаэлем Монфисом в матче который длился 4 часа 16 минут и закончился со счётом 2-6 4-6 7-5 6-4 9-7. На Уимблдоне в первом раунде итальянец выиграл у № 9 Фернандо Вердаско 7-6(9), 6-2, 6-7(6), 6-4 и над Майклом Расселлом 3-6 5-7 7-5 7-6(6) 6-3. Эта встреча продолжалась 4 часа 12 минут.
В сентябре побеждает на «челленджере» в Генуе, в октябре в Наполи и Сантьяго. 2010 год завершил на 55-м месте.

### 2011—2013
Сезон 2011 года начинается для Фоньини с трёх поражениях подряд на разных турнирах (в том числе и Австралийском чемпионате). В начале феврале выходит в полуфинал турнира в Сантьяго. В апреле его лучшим результатом стал четвертьфинал турнира в Касабланке. Прекрасного для себя результата Фабио добивается на Открытом чемпионате Франции, впервые сумев выйти в четвертьфинал. Для осуществления этого он провел драматичный матч в четвёртом раунде против Альберта Монтаньеса. Соперники провели на корте 4 часа 22 минуты и сыграли все пять сетов. В итоге Фоньини обыграл его со счётом 4-6 6-4 3-6 6-3 11-9. На свой четвертьфинальный поединок против Новака Джоковича Фоньини не вышел по рекомендации врачей из-за болей в мышце левой ноге. В июле на грунтовом турнире в Умаге он выходит в полуфинал. На этом же турнире в парном разряде он завоевывает дебютный титул ATP (совместно с Симоне Болелли). С ним же на Открытом чемпионате США в парном турнире Фоньини смог дойти до полуфинала.
Вплоть до конца апреля 2012 года Фоньини на турнирах ATP не удается преодолеть первых раундов. Нарушить эту неприятную тенденцию ему удалось впервые выйдя в одиночный финал ATP в Бухаресте. В финале его соперником стал француз Жиль Симон, которому он по итогу уступил 4-6 3-6. На Открытом чемпионате Франции выходит в третий раунд, где уступает № 5 Жо-Вильфриду Тсонга 5-7 4-6 4-6. В июне выходит в четвертьфинал на травяном турнире в Истборне. На Уимблдонском турнире во втором раунде проигрывает Роджеру Федереру. Летом впервые принял участие в летних Олимпийских играх 2012 года в Лондоне. В рамках Олимпийского теннисного турнира в первом раунде проиграл Новаку Джоковичу 7-6(7) 2-6 2-6. На Открытом чемпионате США доходит до третьего раунда. В сентябре итальянец вышел в финал турнира в Санкт-Петербурге, но снова не сумел завоевать титул. Он проиграл Мартину Клижану 2-6 3-6. В концовке сезона проиграл 5 матчей подряд.
Прогресса в выступлениях Фоньини удалось достичь в сезоне 2013 года. На старте сезона он мог похвастаться лишь выходом с Симоне Болелли в полуфинал парного турнира на Открытом чемпионате Австралии. В феврале с ним же в Буэнос-Айресе Фабио завоевал свой второй парный титул ATP. В одиночном разряде на том турнире он вышел в четвертьфинал. На турнире в Акапулько выходит в полуфинал. В апреле на турнире серии Мастерс в Монте-Карло Фоньини смог выиграть у № 6 Томаша Бердыха 6-4 6-2 и № 9 Ришара Гаске 7-6(0) 6-2 и выйти в полуфинал. За выход в финал он поспорил с № 1 в мире Новаком Джоковичем и уступил 2-6, 1-6. На турнире в Оэйраше вышел в четвертьфинал. На Открытом чемпионате Франции в третьем раунде ему достался в соперники Рафаэль Надаль и Фабио не смог совершить чуда и выбыл с турнира. В июне выходит в четвертьфинал в Истборне.
Самым успешным в карьере для него становится июль 2013 года. Для начала Фоньини выиграл свой первый одиночный титул ATP. Произошло это на грунтовом турнире в Штутгарте. На пути к победе одним из его соперников был № 11 Томми Хаас 6-2 6-4. В финале Фабио обыграл другого немецкого теннисиста Филиппа Кольшрайбера 5-7 6-4 6-4. Развить свой успех ему удается на следующем турнире в Гамбурге. Не проиграв ни одного сета на пути к финалу он обыгрывает Альберта Рамоса, Марселя Гранольерса, Томми Хааса и Николаса Альмагро. В финале он встретился с обидчиком Роджера Федерера Федерико Дельбонисом и обыграл его 4-6 7-6(8) 6-2. Следующим для итальянца становится турнир в Умаге, где он вновь выходит в финал. Помешать завоевать Фоньини третий титул подряд удалось Томми Робредо, которому он уступил со счётом 0-6 3-6. В результате его победная серия длилась 13 матчей подряд, а в рейтинге он поднимается на 16-е место.
В концовке сезона он трижды сумел выйти в четвертьфинал на турнирах в Пекине, Вене и Валенсии и впервые финишировал в топ-20 одиночного рейтинга.

### 2014—2016 (титул в Австралии в парном разряде)
Фоньини начал выступления в 2014 году с Открытого чемпионата Австралии, где добрался до четвёртого раунда, уступив там Новаку Джоковичу. В феврале он выиграл третий одиночный титул в Мировом туре, победив на турнире в Винья-дель-Маре. В решающем матче Фабио переиграл Леонардо Майера — 6-2, 6-4. На следующем турнире в Буэнос-Айресе итальянец также сыграл в финале, но на этот раз победить не смог. Его обыграл № 5 в мире Давид Феррер. Закончил южноамериканскую серию Фоньини выступлением в Рио-де-Жанейро, где вышел в четвертьфинал. На мартовской связке Мастерсов в США он выступил одинаково, пройдя в четвёртый раунд в Индиан-Уэлсе и Майами. После этого он сыграл за сборную в Кубке Дэвиса в 1/4 финала против Великобритании. Фоньини выиграл две одиночных встречи в том числе у либера британцев Энди Маррей и помог итальянцам пройти в полуфинал.
В европейской грунтовой части сезона Фоньини отметился одним выходом в финал в начале мая 2014 года на турнире в Мюнхене, но в чемпионском матче он проиграл Мартину Клижану (6-2, 1-6, 2-6). Ролан Гаррос и Уимблдон в том году завершился для итальянца в третьем раунде. В июле он дважды выходил в полуфинал: на турнирах в Штутгарте и Умаге. В августе, перейдя на хард, Фабио отметился четвертьфиналом Мастерса в Цинциннати. Концовку сезона он провёл неудачно, не проходя на турнирах первые раунды, но смог завершить сезон в топ-20.
В январе 2015 года Фоньини неожиданно смог победить на Открытом чемпионате Австралии и произошло это в парном разряде. Выступив на турнире с Симоне Болелли, он сенсационно берёт титул турнира из серии Большого Шлема. Они стали первыми представителями Италии, которым удалось выиграть на мужских соревнованиях Открытого чемпионата Австралии.
| Стадия  | Соперники (посев)                | Рейтинг | Счёт          |
| 1 раунд | Стив Джонсон Сэм Куэрри          | 90 / 62 | 5-7 6-4 6-3   |
| 2 раунд | Равен Класен Леандер Паес (10)   | 19 / 23 | 2-6 6-4 6-1   |
| 3 раунд | Майкл Винус Оливер Марах         | 58/ 69  | 6-4 6-2       |
| 1/4     | Пабло Куэвас Давид Марреро       | 54 / 29 | 7-6(5) 7-6(5) |
| 1/2     | Жан-Жюльен Ройер Хория Текэу (6) | 16 / 16 | 6-4 3-6 6-3   |
| Финал   | Николя Маю Пьер-Юг Эрбер         | 21 / 64 | 6-4 6-4       |

В одиночном разряде в 2015 году Фоньини впервые вышел в четвертьфинал в феврале на турнире в Сан-Паулу. Затем на турнире в Рио-де-Жанейро он смог пройти в решающий матч, обыграв в полуфинале Рафаэля Надаля со счётом 1-6, 6-2, 7-5. Однако в финале он не смог побороть ещё одного испанского теннисиста из первой десятки Давида Феррера — 2-6, 3-6. В марте на парных соревнованиях Мастерса в Индиан-Уэлсе Болелли и Фоньини смогли дойти до финала. Сыграть в финале итальянскому дуэту удалось и на Мастерсе в Монте-Карло в апреле. На турнире в Барселоне во втором раунде Фабио смог переиграть во второй раз в сезоне Рафаэля Надаля — 6-4, 7-6(6), и он прошёл в четвертьфинал. В парных соревнованиях на кортах Ролан Гаррос, Болелли и Фоньини смогли выйти в полуфинал, где проиграли братьям Бобу и Майку Брайанам. Этот результат позволил Фоньини войти в топ-10 парного рейтинга.
В июле 2015 года Фоньини сначала вышел в четвертьфинал в Умаге, а затем смог дойти до финала турнира в Гамбурге, в котором проиграл Рафаэлю Надалю — 5-7, 5-7. На Открытом чемпионате США в третьем раунде Фабио вновь сыграл против Надаля и смог одержать над знаменитым испанцем третью победу в сезоне (3-6, 4-6, 6-4, 6-3, 6-4). Осенью итальянец один раз сыграл в полуфинале на турнире в Пекине и вышел в четвертьфинал в Вене. В октябре на парных соревнованиях Мастерса в Шанхае дуэт Болелли и Фоньини выходит в финал. Итальянцы приняли в концовке сезона участие в Итоговом турнире, где, проиграв два матча, а выиграв один, не смогли преодолеть групповой этап. В парном рейтинге по итогам сезона Фоньини стал 10-м.
Сезон 2016 года Фоньини провёл не слишком удачно. Начал его он с выхода в четвертьфинал турнира в Окленде. Следующий раз в 1/4 он прошёл в апреле на грунте в Барселоне, а на следующем турнире в Мюнхене преодолел эту стадию и вышел в полуфинал. Несмотря на нестабильные результаты, в июли Фабио смог выиграть первый за два года одиночный турнир, став чемпионом в Умаге. В финале он переиграл Андрея Мартина. В августе на Олимпиаде в Рио-де-Жанейро итальянец доиграл до третьего раунда, уступив там Олимпийскому чемпиону Энди Маррею. В парном разряде в альянсе с Андреасом Сеппи и миксте с Робертой Винчи он добрался до четвертьфинала. В сентябре Фоньини смог выиграть парный трофей турнира в Шэньчжэне в команде с Робертом Линдстедтом. В октябре уже в одиночках он сыграл в финале на Кубке Кремля в Москве, но уступил в нём Пабло Карреньо Бусте — 6-4, 3-6, 2-6.

### 2017—2018
Первый раз в 1/4 финала в 2017 года Фоньини попал на турнире в Сан-Паулу в феврале. В марте на Мастерсе в Индиан-Уэлсе он смог обыграть во втором раунде № 8 в мире Жо-Вильфрида Тсонга, но далее третьего раунда пройти не сумел. В Майами Фабио выступил гораздо лучше, пройдя впервые в полуфинал этого Мастерса и обыграв в 1/4 финала № 4 в мире Кэя Нисикори (6-4, 6-2). Грунтовая часть сезона прошла для Фоньини не слишком удачно, однако он смог отметиться победой над первой ракеткой мира Энди Марреем (6-2, 6-4) во втором раунде Мастерса в Риме. На Ролан Гаррос и Уимблдоне он доходил до третьего раунда, где проигрывал теннисистам из топ-3 (Стэну Вавринке и Энди Маррею.
В июле 2017 года Фоньини победил на небольшом грунтовом турнире в Гштаде, переиграв в финале теннисиста из второй сотни Янника Ганфманна — 6-4, 7-5. Титул стал для него пятым по счёту в одиночных соревнованиях Мирового тура. В сентябре итальянец остановился в шаге от победы на турнире в Санкт-Петербурге, проиграв в последнем матче Дамиру Джумхуру — 6-3, 4-6, 2-6. В октябре он сыграл в полуфинале зального турнира в Стокгольме.
На старте сезона 2018 года Фоньини вышел в полуфинал турнира в Сиднее. На Открытом чемпионате Австралии итальянец повторил свой лучший результат на кортах Мельбурна и дошёл до четвёртого круга где проиграл Томашу Бердыху из Чехии. В феврале на турнире в Рио-де-Жанейро Фабио сумел дойти до полуфинала, но уступил восьмому сеянному на турнире Фернандо Вердаско и после турнира вернулся в топ-20 рейтинга. В марте в той же Бразилии на турнире в Сан-Паулу он дошёл до финала, где, уступив в первом сете 6-1, собрался и обыграл чилийца Николаса Ярри в следующих двух сетах (6-1, 6-4), что принесло ему первый титул в сезоне.
В мае 2018 года на турнире серии Мастерс в Риме Фоньини прошёл в четвертьфинал и смог обыграть по ходу турнира во втором раунде № 8 в мире Доминика Тима. Далее последовал полуфинал небольшого турнира в Женеве. На Открытом чемпионате Франции он дошёл до четвёртого раунда, где уступил в пятисетовом матче Марину Чиличу. На Уимблдоне он остановился в третьем раунде.
В июле Фабио завоевал титул в Бостаде на грунте, сломив сопротивление Фернандо Вердаско в полуфинале и в решающем матче обыграв Ришара Гаске (6-3, 3-6, 6-1). Там же в Бостаде он дошёл до парного финала в дуэте с Болелли. В августе Фоньини выиграл третий титул в сезоне, взяв его на турнир в Кабо-Сан-Лукасе, в финале обыграв № 4 в мире Хуана Мартина Дель Потро со счётом 6-4, 6-2. В сентябре Фоньини выиграл пятый парный титул в Туре, завоевав его в Санкт-Петербурге в паре с соотечественником Маттео Берреттини. На турнире в Чэнду итальянец дошёл до финала в одиночках, в котором не смог обыграть Бернарда Томича — 1-6, 6-3, 6-7(7). В октябре он ещё дважды сыграл в полуфинала в Пекине и Стокгольме и смог закончить сезон на 13-м месте рейтинга.

### 2019—2020 (победа на Мастерсе в Монте-Карло и топ-10)
На старте 2019 года Фоньини вышел в четвертьфинал в Окленде. На Открытом чемпионате Австралии Фабио прошёл в третий раунд, где проиграл испанцу Карреньо Бусте. Далее итальянца преследовали неудачи и вылеты на ранних стадиях турниров. В апреле на Мастерсе в Монте-Карло он смог стать победителем, впервые взяв титул на таком уровне. Пройдя в третий раунд, Фабио переиграл здесь третью ракетку мира Александра Зверева — 7-6(6), 6-1. В четвертьфинале он переиграл № 13 в мире Борна Чорича — 7-1(6), 6-3, 6-2, а в полуфинале оказался сильнее рекордсмена турнира по титулам Рафаэля Надаля — 6-4, 6-2. В финале Фоньини одолел менее именитого соперника, серба Душана Лайовича со счётом 6-3, 6-4.
После победы в Монте-Карло Фоньини вновь выступал не выразительно на турнирах, проходя максимум в третий раунд. На Открытом чемпионате Франции он не смог пробиться в четвертьфинал, уступив в четвёртом раунде Александру Звереву в четырёх сетах. После Ролан Гаррос 32-летний итальянец впервые в карьере поднялся в рейтинге в топ-10. В июле на Уимблдонском турнире он дошёл до третьего раунда, но проиграл в трёх сетах американцу Теннису Сандгрену. Перед Открытым чемпионатом США Фоньини трижды выходил в четвертьфинал: на турнирах в Гамбурге и Кабо-Сан-Лукасе, а также на Мастерсе в Монреале. На Открытом чемпионате США он проиграл в первом же раунде Райли Опелке. Фоньини покинул топ-10 ещё до выступления в США. Осенью из его результатов можно отметить два четвертьфинала: в Пекине и на Мастерсе в Шанхае, где он в третьем раунде сумел переиграть № 9 в мире Карена Хачанова. По итогам сезона Фоньини занял 12-ю позицию мирового рейтинга.
На Открытом чемпионате Австралии 2020 года Фабио дошёл до четвёртого раунда, где проиграл американцу Теннису Сандгрену.

## Рейтинг на конец года
| Год  | Одиночный рейтинг | Парный рейтинг |
| 2024 | 91                | 1020           |
| 2023 | 107               | 132            |
| 2022 | 55                | 23             |
| 2021 | 37                | 107            |
| 2020 | 17                | 142            |
| 2019 | 12                | 148            |
| 2018 | 13                | 77             |
| 2017 | 27                | 96             |
| 2016 | 49                | 174            |
| 2015 | 21                | 10             |
| 2014 | 20                | 57             |
| 2013 | 16                | 36             |
| 2012 | 45                | 111            |
| 2011 | 48                | 34             |
| 2010 | 55                | 138            |
| 2009 | 54                | 212            |
| 2008 | 88                | 133            |
| 2007 | 95                | 499            |
| 2006 | 247               | 381            |
| 2005 | 305               | 1 683          |
| 2004 | 720               | 1 324          |

## Выступления на турнирах

### Финалы турнировATPв одиночном разряде (19)

#### Победы (9)
| Легенда                                |
| -------------------------------------- |
| Турниры Большого шлема (0+1)*          |
| Итоговый турнир ATP (0)                |
| Мастерс (1)                            |
| АТР International Gold / АТР 500 (1+1) |
| АТР International / АТР 250 (7+6)      |

| Титулы по покрытиям | Титулы по месту проведения матчей турнира |
| ------------------- | ----------------------------------------- |
| Хард (1+3)*         | Зал (1+1)                                 |
| Грунт (8+5)         | Зал (1+1)                                 |
| Трава (0)           | Открытый воздух (8+7)                     |
| Ковёр (0)           | Открытый воздух (8+7)                     |

* количество побед в одиночном разряде + количество побед в парном разряде.
| №  | Дата           | Турнир                  | Покрытие    | Соперник в финале      | Счёт           |
| 1. | 14 июля 2013   | Штутгарт, Германия      | Грунт       | Филипп Кольшрайбер     | 5-7 6-4 6-4    |
| 2. | 21 июля 2013   | Гамбург, Германия       | Грунт       | Федерико Дельбонис     | 4-6 7-6(8) 6-2 |
| 3. | 9 февраля 2014 | Винья-дель-Мар, Чили    | Грунт       | Леонардо Майер         | 6-2 6-4        |
| 4. | 24 июля 2016   | Умаг, Хорватия          | Грунт       | Андрей Мартин          | 6-4 6-1        |
| 5. | 30 июля 2017   | Гштад, Швейцария        | Грунт       | Янник Ганфман          | 6-4 7-5        |
| 6. | 4 марта 2018   | Сан-Паулу, Бразилия     | Грунт (зал) | Николас Ярри           | 1-6 6-1 6-4    |
| 7. | 22 июля 2018   | Бостад, Швеция          | Грунт       | Ришар Гаске            | 6-3 3-6 6-1    |
| 8. | 4 августа 2018 | Кабо-Сан-Лукас, Мексика | Хард        | Хуан Мартин дель Потро | 6-4 6-2        |
| 9. | 21 апреля 2019 | Монте-Карло, Монако     | Грунт       | Душан Лайович          | 6-3 6-4        |

#### Поражения (10)
| №   | Дата             | Турнир                   | Покрытие   | Соперник в финале    | Счёт           |
| 1.  | 29 апреля 2012   | Бухарест, Румыния        | Грунт      | Жиль Симон           | 4-6 3-6        |
| 2.  | 23 сентября 2012 | Санкт-Петербург, Россия  | Хард (зал) | Мартин Клижан        | 2-6 3-6        |
| 3.  | 28 июля 2013     | Умаг, Хорватия           | Грунт      | Томми Робредо        | 0-6 3-6        |
| 4.  | 16 февраля 2014  | Буэнос-Айрес, Аргентина  | Грунт      | Давид Феррер         | 4-6 3-6        |
| 5.  | 4 мая 2014       | Мюнхен, Германия         | Грунт      | Мартин Клижан        | 6-2 1-6 2-6    |
| 6.  | 22 февраля 2015  | Рио-де-Жанейро, Бразилия | Грунт      | Давид Феррер         | 2-6 3-6        |
| 7.  | 2 августа 2015   | Гамбург, Германия        | Грунт      | Рафаэль Надаль       | 5-7 5-7        |
| 8.  | 23 октября 2016  | Москва, Россия           | Хард (зал) | Пабло Карреньо Буста | 6-4 3-6 2-6    |
| 9.  | 24 сентября 2017 | Санкт-Петербург, Россия  | Хард (зал) | Дамир Джумхур        | 6-3 4-6 2-6    |
| 10. | 30 сентября 2018 | Чэнду, Китай             | Хард       | Бернард Томич        | 1-6 6-3 6-7(7) |

### Финалычелленджерови фьючерсов в одиночном разряде (16)

#### Победы (11)
| Титулы             |
| Челленджеры (7+1)* |
| Фьючерсы (3)       |

| Титулы по покрытиям | Титулы по месту проведения матчей турнира |
| ------------------- | ----------------------------------------- |
| Хард (0)*           | Зал (0)                                   |
| Грунт (11+1)        | Зал (0)                                   |
| Трава (0)           | Открытый воздух (110+1)                   |
| Ковёр (0)           | Открытый воздух (110+1)                   |

* количество побед в одиночном разряде + количество побед в парном разряде.
| №   | Дата             | Турнир                            | Покрытие | Соперник в финале     | Счёт              |
| 1.  | 6 февраля 2005   | Мурсия, Испания                   | Грунт    | Марио Радич           | 2-6 7-5 6-0       |
| 2.  | 24 апреля 2005   | Бергамо, Италия                   | Грунт    | Марко Мирнегг         | 2-6 6-3 6-4       |
| 3.  | 12 марта 2006    | Сиракуза, Италия                  | Грунт    | Андреа Арнабольди     | 6-3 6-3           |
| 4.  | 6 июня 2008      | Турин, Италия                     | Грунт    | Диего Хункейра        | 6-3 6-1           |
| 5.  | 7 сентября 2008  | Генуя, Италия                     | Грунт    | Джанлука Назо         | 6-4 6-3           |
| 6.  | 12 июля 2009     | Сан-Бенедетто-дель-Тронто, Италия | Грунт    | Кристиан Вильягран    | 6-7(5) 7-6(2) 6-0 |
| 7.  | 12 сентября 2010 | Генуя, Италия                     | Грунт    | Потито Стараче        | 6-4 6-1           |
| 8.  | 3 октября 2010   | Неаполь, Италия                   | Грунт    | Борис Пашански        | 6-4 4-2 — отказ   |
| 9.  | 24 октября 2010  | Сантьяго, Чили                    | Грунт    | Пауль Капдевиль       | 6-2 7-6(2)        |
| 10. | 26 ноября 2023   | Валенсия, Испания                 | Грунт    | Роберто Баутиста Агут | 3-6 7-6(8) 7-6(3) |
| 11. | 24 ноября 2024   | Торремолинос, Испания             | Грунт    | Лукас Ноймайер        | 6-3 2-6 6-3       |

#### Поражение (5)
| №  | Дата             | Турнир           | Покрытие | Соперник в финале        | Счёт           |
| 1. | 12 марта 2005    | Сиракуза, Италия | Грунт    | Адриан Унгур             | 5-7 6-1 1-6    |
| 2. | 28 января 2007   | Сантьяго, Чили   | Грунт    | Мартин Вассальо Аргуэльо | 6-1 5-7 4-6    |
| 3. | 20 мая 2007      | Сан-Ремо, Италия | Грунт    | Франческо Алди           | 5-7 7-6(4) 4-6 |
| 4. | 10 июня 2007     | Фюрт, Германия   | Грунт    | Петер Лучак              | 6-4 2-6 2-6    |
| 5. | 10 сентября 2023 | Генуя, Италия    | Грунт    | Тиагу Зайбот Вилд        | 2-6 6-7(3)     |

### Финалы турниров Большого шлема в парном разряде (1)

#### Победы (1)
| №  | Год  | Турнир                       | Покрытие | Партнёр        | Соперники в финале       | Счёт    |
| 1. | 2015 | Открытый чемпионат Австралии | Хард     | Симоне Болелли | Николя Маю Пьер-Юг Эрбер | 6-4 6-4 |

### Финалы турнировATPв парном разряде (20)

#### Победы (8)
| №  | Дата             | Турнир                       | Покрытие   | Партнёр           | Соперники в финале              | Счёт              |
| 1. | 31 июля 2011     | Умаг, Хорватия               | Грунт      | Симоне Болелли    | Ловро Зовко Марин Чилич         | 6-3 5-7 [10-7]    |
| 2. | 24 февраля 2013  | Буэнос-Айрес, Аргентина      | Грунт      | Симоне Болелли    | Николас Монро Симон Штадлер     | 6-3 6-2           |
| 3. | 31 января 2015   | Открытый чемпионат Австралии | Хард       | Симоне Болелли    | Николя Маю Пьер-Юг Эрбер        | 6-4 6-4           |
| 4. | 2 октября 2016   | Шэньчжэнь, Китай             | Хард       | Роберт Линдстедт  | Оливер Марах Фабрис Мартен      | 7-6(4) 6-3        |
| 5. | 23 сентября 2018 | Санкт-Петербург, Россия      | Хард (зал) | Маттео Берреттини | Роман Ебавый Матве Мидделкоп    | 7-6(6) 7-6(4)     |
| 6. | 20 февраля 2022  | Рио-де-Жанейро, Бразилия     | Грунт      | Симоне Болелли    | Джейми Маррей Бруно Соарес      | 7-5 6-7(2) [10-6] |
| 7. | 30 июля 2022     | Умаг, Хорватия (2)           | Грунт      | Симоне Болелли    | Ллойд Гласспул Харри Хелиёваара | 5-7 7-6(6) [10-7] |
| 8. | 19 февраля 2023  | Буэнос-Айрес, Аргентина (2)  | Грунт      | Симоне Болелли    | Николас Баррьентос Ариэль Беар  | 6-2 6-4           |

#### Поражение (12)
| №   | Дата            | Турнир                  | Покрытие | Партнёр          | Соперники в финале                | Счёт              |
| 1.  | 20 июля 2008    | Умаг, Хорватия          | Грунт    | Карлос Берлок    | Михал Мертиняк Петр Пала          | 6-2 3-6 [5-10]    |
| 2.  | 27 февраля 2010 | Акапулько, Мексика      | Грунт    | Потито Стараче   | Лукаш Кубот Оливер Марах          | 0-6 0-6           |
| 3.  | 15 апреля 2012  | Касабланка, Марокко     | Грунт    | Даниэле Браччали | Дастин Браун Пол Хенли            | 5-7 3-6           |
| 4.  | 2 марта 2013    | Акапулько, Мексика (2)  | Грунт    | Симоне Болелли   | Лукаш Кубот Давид Марреро         | 5-7 2-6           |
| 5.  | 6 октября 2013  | Пекин, Китай            | Хард     | Андреас Сеппи    | Максим Мирный Хория Текэу         | 4-6 2-6           |
| 6.  | 21 марта 2015   | Индиан-Уэлс, США        | Хард     | Симоне Болелли   | Вашек Поспишил Джек Сок           | 4-6 7-6(3) [7-10] |
| 7.  | 19 апреля 2015  | Монте-Карло, Монако     | Грунт    | Симоне Болелли   | Боб Брайан Майк Брайан            | 6-7(3) 1-6        |
| 8.  | 18 октября 2015 | Шанхай, Китай           | Хард     | Симоне Болелли   | Равен Класен Марсело Мело         | 3-6 3-6           |
| 9.  | 22 июля 2018    | Бостад, Швеция          | Грунт    | Симоне Болелли   | Хулио Перальта Орасио Себальос    | 3-6 4-6           |
| 10. | 15 января 2022  | Сидней, Австралия       | Хард     | Симоне Болелли   | Джон Пирс Филип Полашек           | 5-7 5-7           |
| 11. | 13 февраля 2022 | Буэнос-Айрес, Аргентина | Грунт    | Орасио Себальос  | Сантьяго Гонсалес Андрес Мольтени | 1-6 1-6           |
| 12. | 17 июля 2022    | Бостад, Швеция (2)      | Грунт    | Симоне Болелли   | Давид Вега Эрнандес Рафаэл Матос  | 4-6 6-3 [11-13]   |

### Финалычелленджерови фьючерсов в парном разряде (3)

#### Победы (1)
| №  | Дата            | Турнир             | Покрытие | Партнёр       | Соперники в финале        | Счёт    |
| 1. | 17 октября 2010 | Асунсьон, Парагвай | Грунт    | Паоло Лоренци | Карлос Берлок Бриан Дабул | 6-3 6-4 |

#### Поражения (2)
| №  | Дата          | Турнир          | Покрытие | Партнёр        | Соперницы в финале        | Счёт               |
| 1. | 2 апреля 2006 | Неаполь, Италия | Грунт    | Симоне Болелли | Лукаш Кубот Томаш Цибулец | 5-7 6-4 [7-10]     |
| 2. | 10 июня 2007  | Фюрт, Германия  | Грунт    | Фредерику Жил  | Андре Гем Бруно Эчагарай  | 6-7(1) 6-4 [11-13] |

### Финалы командных турниров (1)

#### Поражения (1)
| №  | Год  | Турнир    | Команда                                                  | Соперник в финале                                   | Счёт |
| 1. | 2021 | Кубок ATP | Италия · М.Берреттини, С.Болелли, А.Вавассори, Ф.Фоньини | Россия · Е.Донской, А.Карацев, Д.Медведев, А.Рублёв | 0-2  |

## История выступлений на турнирах
По состоянию на 27 ноября 2024 года
Для того, чтобы предотвратить неразбериху и удваивание счета, информация в этой таблице корректируется только по окончании турнира или по окончании участия там данного игрока.
| Турнир                       | 2005          | 2006          | 2007          | 2008          | 2009          | 2010          | 2011          | 2012  | 2013          | 2014          | 2015          | 2016  | 2017          | 2018          | 2019          | 2020          | 2021          | 2022          | 2023          | 2024  | Итог   | В/П за карьеру |
| ---------------------------- | ------------- | ------------- | ------------- | ------------- | ------------- | ------------- | ------------- | ----- | ------------- | ------------- | ------------- | ----- | ------------- | ------------- | ------------- | ------------- | ------------- | ------------- | ------------- | ----- | ------ | -------------- |
| Турниры Большого шлема       |               |               |               |               |               |               |               |       |               |               |               |       |               |               |               |               |               |               |               |       |        |                |
| Открытый чемпионат Австралии | -             | -             | К1            | 1Р            | 2Р            | 1Р            | 1Р            | 1Р    | 1Р            | 4Р            | 1Р            | 1Р    | 2Р            | 4Р            | 3Р            | 4Р            | 4Р            | 1Р            | 1Р            | -     | 0 / 16 | 16-16          |
| Открытый чемпионат Франции   | -             | -             | 1Р            | -             | 1Р            | 3Р            | 1/4           | 3Р    | 3Р            | 3Р            | 2Р            | 1Р    | 3Р            | 4Р            | 4Р            | 1Р            | 3Р            | 2Р            | 3Р            | 2Р    | 0 / 17 | 27-16          |
| Уимблдонский турнир          | -             | -             | -             | 1Р            | 2Р            | 3Р            | -             | 2Р    | 1Р            | 3Р            | 2Р            | 2Р    | 3Р            | 3Р            | 3Р            | НП            | 3Р            | 1Р            | -             | 3Р    | 0 / 14 | 18-14          |
| Открытый чемпионат США       | -             | К1            | К3            | 1Р            | 1Р            | 1Р            | 2Р            | 3Р    | 1Р            | 2Р            | 4Р            | 2Р    | 1Р            | 2Р            | 1Р            | -             | 1Р            | 2Р            | К1            | 1Р    | 0 / 15 | 10-15          |
| Итог                         | 0 / 0         | 0 / 0         | 0 / 1         | 0 / 3         | 0 / 4         | 0 / 4         | 0 / 3         | 0 / 4 | 0 / 4         | 0 / 4         | 0 / 4         | 0 / 4 | 0 / 4         | 0 / 4         | 0 / 4         | 0 / 2         | 0 / 4         | 0 / 4         | 0 / 2         | 0 / 3 | 0 / 62 |                |
| В/П в сезоне                 | 0-0           | 0-0           | 0-1           | 0-3           | 2-4           | 4-4           | 5-2           | 5-4   | 2-4           | 8-4           | 5-4           | 2-4   | 5-4           | 9-4           | 7-4           | 3-2           | 7-4           | 2-4           | 2-2           | 3-3   |        | 71-61          |
| Олимпийские игры             |               |               |               |               |               |               |               |       |               |               |               |       |               |               |               |               |               |               |               |       |        |                |
| Летняя Олимпиада             | Не проводился | Не проводился | Не проводился | -             | Не проводился | Не проводился | Не проводился | 1Р    | Не проводился | Не проводился | Не проводился | 3Р    | Не проводился | Не проводился | Не проводился | Не проводился | 3Р            | Не проводился | Не проводился | -     | 0 / 3  | 4-3            |
| Турниры Мастерс              |               |               |               |               |               |               |               |       |               |               |               |       |               |               |               |               |               |               |               |       |        |                |
| Индиан-Уэлс                  | -             | -             | К2            | 2Р            | 1Р            | 2Р            | 1Р            | -     | 2Р            | 4Р            | 2Р            | -     | 3Р            | 2Р            | 2Р            | НП            | 3Р            | 2Р            | 1Р            | 2Р    | 0 / 14 | 10-13          |
| Майами                       | -             | -             | -             | -             | К1            | 1Р            | 1Р            | -     | 3Р            | 4Р            | 2Р            | -     | 1/2           | 3Р            | 3Р            | НП            | 2Р            | 3Р            | 1Р            | -     | 0 / 11 | 11-11          |
| Монте-Карло                  | -             | -             | К1            | -             | 3Р            | 1Р            | 2Р            | 2Р    | 1/2           | 3Р            | 2Р            | 1Р    | 1Р            | 2Р            | П             | НП            | 1/4           | 2Р            | -             | -     | 1 / 13 | 21-12          |
| Мадрид                       | -             | -             | -             | 1Р            | 2Р            | 1Р            | К1            | 1Р    | 1Р            | 1Р            | 2Р            | 2Р    | 2Р            | 1Р            | 3Р            | НП            | 2Р            | 1Р            | -             | -     | 0 / 13 | 7-13           |
| Рим                          | К1            | 1Р            | К2            | -             | 2Р            | 1Р            | 1Р            | 2Р    | 2Р            | 1Р            | 3Р            | 1Р    | 3Р            | 1/4           | 3Р            | 2Р            | 1Р            | 2Р            | 3Р            | 2Р    | 0 / 17 | 16-17          |
| Монреаль / Торонто           | -             | -             | 3Р            | -             | -             | 2Р            | 1Р            | 2Р    | 2Р            | 2Р            | 1Р            | 2Р    | -             | 2Р            | 1/4           | НП            | 2Р            | 1Р            | -             | -     | 0 / 12 | 11-12          |
| Цинциннати                   | -             | -             | -             | -             | -             | К2            | 2Р            | 1Р    | 1Р            | 1/4           | 1Р            | 1Р    | 2Р            | -             | -             | -             | 2Р            | 2Р            | -             | -     | 0 / 9  | 7-9            |
| Шанхай                       | -             | Не проводился | Не проводился | Не проводился | 2Р            | -             | 1Р            | 1Р    | 3Р            | 1Р            | 2Р            | 2Р    | 3Р            | -             | 1/4           | Не проводился | Не проводился | Не проводился | 1Р            | 2Р    | 0 / 11 | 11-11          |
| Париж                        | -             | -             | -             | -             | -             | 2Р            | 1Р            | К1    | 2Р            | 2Р            | 1Р            | 1Р    | -             | 3Р            | 2Р            | -             | 1Р            | 2Р            | -             | 1Р    | 0 / 11 | 2-11           |
| Статистика за карьеру        |               |               |               |               |               |               |               |       |               |               |               |       |               |               |               |               |               |               |               |       |        |                |
| Проведено финалов            | 0             | 0             | 0             | 0             | 0             | 0             | 0             | 2     | 3             | 3             | 2             | 2     | 2             | 4             | 1             | 0             | 0             | 0             | 0             | 0     |        | 19             |
| Выиграно турниров            | 0             | 0             | 0             | 0             | 0             | 0             | 0             | 0     | 2             | 1             | 0             | 1     | 1             | 3             | 1             | 0             | 0             | 0             | 0             | 0     |        | 9              |
| В/П: всего                   | 0-1           | 2-5           | 5-7           | 16-18         | 20-26         | 16-26         | 25-27         | 22-24 | 42-27         | 40-26         | 32-26         | 26-23 | 36-23         | 46-22         | 30-24         | 6-10          | 22-24         | 19-23         | 9-13          | 12-14 |        | 426-389        |
| Σ % побед                    | 0 %           | 29 %          | 42 %          | 47 %          | 43 %          | 38 %          | 48 %          | 48 %  | 61 %          | 61 %          | 55 %          | 53 %  | 61 %          | 68 %          | 56 %          | 38 %          | 48 %          | 45 %          | 41 %          | 46 %  |        | 52,3 %         |

К — проигрыш в квалификационном турнире.
| Турнир                       | 2008  | 2009          | 2010          | 2011          | 2012  | 2013          | 2014          | 2015          | 2016  | 2017          | 2018          | 2022          | 2023          | Итог   | В/П за карьеру |
| ---------------------------- | ----- | ------------- | ------------- | ------------- | ----- | ------------- | ------------- | ------------- | ----- | ------------- | ------------- | ------------- | ------------- | ------ | -------------- |
| Турниры Большого шлема       |       |               |               |               |       |               |               |               |       |               |               |               |               |        |                |
| Открытый чемпионат Австралии | 2Р    | 2Р            | 2Р            | 1Р            | 2Р    | 1/2           | 2Р            | П             | 2Р    | 1Р            | 2Р            | 1/4           | 1Р            | 1 / 13 | 20-12          |
| Открытый чемпионат Франции   | -     | 2Р            | 1Р            | 2Р            | 1Р    | 1Р            | 2Р            | 1/2           | 1Р    | 1Р            | 1Р            | -             | 2Р            | 0 / 11 | 8-11           |
| Уимблдонский турнир          | -     | 1Р            | 1Р            | -             | 1Р    | 1Р            | 2Р            | 1Р            | 1Р    | 1Р            | -             | -             | -             | 0 / 8  | 1-8            |
| Открытый чемпионат США       | 1Р    | 1Р            | -             | 1/2           | 1Р    | 2Р            | 1Р            | 1Р            | 2Р    | 3Р            | 2Р            | 3Р            | -             | 0 / 11 | 11-10          |
| Итог                         | 0 / 2 | 0 / 4         | 0 / 3         | 0 / 3         | 0 / 4 | 0 / 4         | 0 / 4         | 1 / 4         | 0 / 4 | 0 / 4         | 0 / 3         | 0 / 2         | 0 / 2         | 1 / 43 |                |
| В/П в сезоне                 | 1-2   | 2-4           | 1-3           | 5-3           | 1-4   | 5-4           | 3-4           | 10-3          | 2-4   | 2-3           | 2-3           | 5-2           | 1-2           |        | 40-41          |
| Олимпийские игры             |       |               |               |               |       |               |               |               |       |               |               |               |               |        |                |
| Летняя олимпиада             | -     | Не проводился | Не проводился | Не проводился | -     | Не проводился | Не проводился | Не проводился | 1/4   | Не проводился | Не проводился | Не проводился | Не проводился | 0 / 4  | 5-4            |
| Итоговые турниры             |       |               |               |               |       |               |               |               |       |               |               |               |               |        |                |
| Итоговый турнир ATP          | -     | -             | -             | -             | -     | -             | -             | Группа        | -     | -             | -             | -             | -             | 0 / 1  | 1-2            |